# Олег Святославич (сын Святослава Ольговича)
Олег Святославич (ок. 1137—18 января 1180) — князь Путивльский (1157—1159), Курский (1159—1164), Новгород-Северский (с 1164), старший сын Святослава Ольговича Черниговского, старший брат Игоря Святославича Новгород-Северского.

## Биография
Вместе с отцом участвовал в междоусобной войне 1146—1154 годов на стороне Юрия Долгорукого и Владимира Галицкого против Мстиславичей волынско-смоленских и Давыдовичей черниговских, с занятием отцом Чернигова — на стороне Изяслава Давыдовича против отца, Ростислава Смоленского, Мстислава Волынского и Ярослава Галицкого, участвовал во взятии Киева войсками Андрея Боголюбского в 1169 году.
В 1164 году, когда на черниговском княжении умер Святослав Ольгович, Олег уступил Чернигов (существует версия о черниговском княжении Олега уже в 1164 году) Святославу Всеволодовичу, заняв Новгород-Северский в нарушение прав Ярослава Всеволодовича, и при этом продолжал претендовать на основные земли Черниговского княжества.
После смерти  отца в период 1164—1180 годов Олег воевал с двоюродными братьями Святославом и Ярославом. Первый спор из-за волостей произошёл в 1167 году после смерти Святослава вщижского. Летопись говорит о том, что Святослав отдал лучшую волость своему брату, а во Вщиже посадил сына. Олег провёл поход в направлении Стародуба, а Ярослав с половцами затем — в направлении Новгорода-Северского. При посредничестве Ростислава Мстиславича был заключён мир, Олег получил от Святослава 4 города, в том числе Трубчевск и  Гомий. В 1174 году вместе с Ярославом Изяславичем киевским и Ростиславичами взял Лутаву, Моровиеск и подходил к Стародубу, добиваясь от Святослава Всеволодовича перераспределения волостей. В ответ Святослав осадил Новгород-Северский, после чего был заключён мир.

## Проблема черниговского княжения
Святослав Всеволодович с 1177 года княжил в Киеве, однако, Ипатьевская летопись под 1178 годом сообщает о том, что Святослав жил в Чернигове, приехав из Киева; Ярослав сел в Чернигове, а Игорь Святославич — в Новгороде-Северском только в связи со смертью Олега. По версии Преснякова А. Е., Святослав, заняв Киев, не уступал Чернигов ни Олегу, ни брату Ярославу, поскольку в 1164 году Олег отказался от Чернигова только в пользу Святослава, но не Ярослава. По версии Л.Войтовича, Олег княжил в Чернигове с 1178 года до своей смерти в 1180.

## Семья и дети
1-я жена: с 1150 года — Елена, дочь Юрия Долгорукого.
2-я жена: с 1164 года Агафья, дочь Ростислава Мстиславича Киевского.
В генеалогических справочниках указывается, что женой Олега Святославича также была дочь Андрея Доброго, умершая в 1166/7 году. Основано это заключение на летописном сообщении «Том же лете умре Андреевна, за Олгом за Стославичем», но поскольку Олег был в то время женат на Агафье Ростиславне, то речь, видимо, идет о сыне Святослава Всеволодовича Олеге Святославиче, будущем князе Стародубском, а «Андреевна» была дочерью Андрея Боголюбского. Однако это не помешало Экземплярскому А. В. считать женой Олега Святославича (младшего) всё же дочь Андрея Доброго.
Дети:
- Святослав Ольгович (князь рыльский)

## В художественной литературе
- Описан в историческом романе Сергея Заграевского "Евнух султанского гарема" (М.: ОГИ, 2014) Архивная копия от 28 октября 2016 на Wayback Machine